# Emarginula nordica
Emarginula nordica är en snäckart som beskrevs av Perez Farfante 1947. Emarginula nordica ingår i släktet Emarginula och familjen nyckelhålssnäckor. Inga underarter finns listade i Catalogue of Life.